# Kerkyon (syn Agamedesa)
Kerkyon – słynny budowniczy, syn Agamedesa. Postać z mitologii greckiej.

## Życiorys
Kerkyon był synem słynnego budowniczego Agamedesa, syna króla Arkadii Stymfalosa. Matka Kerkyona, Epikaste, miała już ze związku z Apollonem syna Trofoniosa. Agamedes wspólnie z synem i pasierbem wzniósł wiele słynnych budowli. Do najsłynniejszych należą: komnata weselna Alkmeny w Tebach, świątynia Apollona w Delfach, świątynia Posejdona w Arkadii, przy drodze z Mantinei do Tegei i skarbiec króla Hyrii, Hyrieusa, w Beocji. Według jednej z wersji ostatnim z dokonań trójki budowniczych był skarbiec Augiasza, króla Elidy. Budując skarbiec jego twórcy tak zręcznie podobno ustawili skałę, że bez trudu mogli ją odsunąć. W nocy okradli więc króla. Augiasz, spostrzegłszy szkodę, poprosił o pomoc Dedala, który przygotował zasadzkę. Agamedes wpadł do niej, a Trofonios z Kerkyonem uciekli aż do Ochromenos, ścigani przez Dedala i Augiasza. Ostatecznie Kerkyon schronił się w Atenach a Trofonios w Labadei.
Syn Kerkyona Hippotoos, został po śmierci Agapenora, królem Arkadii

## Rodowód
Kerkyon pochodził od Arkasa, syna Zeusa i Kallisto.